# Nodulisporium geochroum
Nodulisporium geochroum är en svampart som först beskrevs av Jean Baptiste Desmazières, och fick sitt nu gällande namn av Stalpers 1984. Nodulisporium geochroum ingår i släktet Nodulisporium och familjen kolkärnsvampar.   Inga underarter finns listade i Catalogue of Life.